# 加藤恒平
加藤 恒平（かとう こうへい、1989年6月14日 - ）は、和歌山県新宮市出身のプロサッカー選手。ポジションは、ミッドフィールダー。元日本代表。

## 来歴
小学校1年の時に新宮サッカースポーツ少年団に入団。サッカーにのめり込み、中学進学にあわせ母方の祖母宅がある千葉県に移った。ジェフユナイテッド千葉ジュニアユース舞浜、ジェフユナイテッド千葉U-18で技術を磨いた後、立命館大学に進学した。
2010年、大学3年の夏休みに、アルゼンチンのクラブ入団を目指し渡航。2か月ほど滞在したが、怪我のため入団テストを受けられず帰国。2011年7月に再び渡航。「セファール」と呼ばれる、クラブ未契約の選手が共同生活する施設で約7か月暮らし、プロ契約を目指した。アルゼンチン4部リーグのクラブから高評価を受け、契約までこぎつけるも、試合出場に必要なビザが下りず断念し、帰国。
帰国後の2012年2月中旬から3週間FC町田ゼルビアに練習生として参加し、3月正式に入団した。しかしチームがJFLに降格したことに伴い、2013年1月に「上のカテゴリーでプレーしたい」という意志が強かったため、町田を退団することとなった。
2013年8月、モンテネグロ1部のFKルダル・プリェヴリャへ移籍。在籍2シーズン目の2014-15シーズンにはリーグベストイレブンに選出される活躍で、チームを1部制覇に導いた。
2015年6月、ポーランド1部リーグのTSポドベスキジェ・ビェルスコ＝ビャワへ移籍。2015-16シーズン開幕戦でいきなりマン・オブ・ザ・マッチに選ばれ、その後も活躍を続けたものの、チームは2部に降格。
2016年6月、ブルガリア1部リーグのPFCベロエ・スタラ・ザゴラへ移籍。
2017年5月25日、日本代表に初選出された が、同年6月7日のシリアとの親善試合には出場せず、6月13日のFIFAワールドカップ・アジア3次予選のイラク戦に向けたメンバー23名からは外れた。
2018年3月27日、サガン鳥栖へ完全移籍。Web上で行われた「もうひとつのルヴァンカップ」という「ルヴァンプライムスナック」(ヤマザキビスケットのスナック菓子)を使ったレシピをJ1からJ3までのクラブが発表し、それをランキングで競う企画で、元スペイン代表のフェルナンド・トーレスと作った「カトーレスサンド」(スナックに団子を挟んだもの)が1位に選ばれている。しかし、リーグ戦1試合、カップ戦4試合のみの出場で1年での退団となった。
2019年3月、ポーランド3部のヴィジェフ・ウッチに入団。同年7月まで所属した後、10月にジブラルタル1部のセント・ジョセフスFCに入団した。
2020年2月、モンテネグロ1部のFKイスクラ・ダニロヴグラードに入団。
2021年7月20日、 元川崎フロンターレの中村彰がオーナーを務めるポルトガル・リーガ3のアナディアFCに加入。
2021年12月、タイ・リーグ1のチェンライ・ユナイテッドFCに移籍。
2022年8月、FC琉球へ加入した。同年10月29日、契約満了による退団が発表された。
2023年8月、再びモンテネグロ1部のFKイエゼロに移籍した。

## プレースタイル
アルゼンチンに渡った当初はサイドの選手だったが、「セファール」でコンバートされてからは激しい守備と縦に素早くボールを繋げるスタイルが注目されるボランチとしてプレーしている。

## 所属クラブ
- 新宮サッカースポーツ少年団（新宮市立蓬莱小学校）[19]
- 2002年 - 2004年 ジェフユナイテッド市原・千葉ジュニアユース舞浜 (千葉市立松ヶ丘中学校)
- 2005年 - 2007年 ジェフユナイテッド市原・千葉U-18 (千葉県立生浜高等学校)
- 2008年 - 2011年 立命館大学
- 2012年3月 - 同年12月  FC町田ゼルビア
- 2013年8月 - 2015年6月  FKルダル・プリェヴリャ
- 2015年7月 - 2016年6月  TSポドベスキジェ・ビェルスコ＝ビャワ
- 2016年7月 - 2018年3月  PFCベロエ・スタラ・ザゴラ
- 2018年3月 - 同年12月  サガン鳥栖
- 2019年3月 - 同年7月  ヴィジェフ・ウッチ
- 2019年10月 - 2020年1月  セント・ジョセフスFC
- 2020年2月 - 2021年6月  FKイスクラ・ダニロヴグラード
  - 2021年2月 - 2021年6月  FKポドゴリツァ（期限付き移籍）
- 2021年7月 - 同年12月  アナディアFC（英語版）
- 2021年12月 - 2022年6月  チェンライ・ユナイテッドFC
- 2022年8月 - 同年10月  FC琉球
- 2023年2月 - 同年8月  FKイエゼロ
- 2023年9月 - 同年12月  鄒北記体育会

## 個人成績
| 国内大会個人成績 | 国内大会個人成績           | 国内大会個人成績 | 国内大会個人成績 | 国内大会個人成績 | 国内大会個人成績 | 国内大会個人成績       | 国内大会個人成績       | 国内大会個人成績 | 国内大会個人成績 | 国内大会個人成績 | 国内大会個人成績 |
| 年度             | クラブ                     | 背番号           | リーグ           | リーグ戦         | リーグ戦         | リーグ杯               | リーグ杯               | オープン杯       | オープン杯       | 期間通算         | 期間通算         |
| 年度             | クラブ                     | 背番号           | リーグ           | 出場             | 得点             | 出場                   | 得点                   | 出場             | 得点             | 出場             | 得点             |
| 日本             | 日本                       | 日本             | 日本             | リーグ戦         | リーグ戦         | リーグ杯               | リーグ杯               | 天皇杯           | 天皇杯           | 期間通算         | 期間通算         |
| ---------------- | -------------------------- | ---------------- | ---------------- | ---------------- | ---------------- | ---------------------- | ---------------------- | ---------------- | ---------------- | ---------------- | ---------------- |
| 2012             | 町田                       | 27               | J2               | 29               | 0                | -                      | -                      | 3                | 0                | 32               | 0                |
| モンテネグロ     | モンテネグロ               | モンテネグロ     | モンテネグロ     | リーグ戦         | リーグ戦         | リーグ杯               | リーグ杯               | ツルノゴルスキ杯 | ツルノゴルスキ杯 | 期間通算         | 期間通算         |
| 2013-14          | ルダル                     | 19               | プルヴァ         | 30               | 1                | -                      | -                      |                  |                  |                  |                  |
| 2014-15          | ルダル                     | 19               | プルヴァ         | 31               | 7                | -                      | -                      |                  |                  |                  |                  |
| ポーランド       | ポーランド                 | ポーランド       | ポーランド       | リーグ戦         | リーグ戦         | リーグ杯               | リーグ杯               | オープン杯       | オープン杯       | 期間通算         | 期間通算         |
| 2015-16          | ポドベスキジェ             | 19               | エクストラクラサ | 35               | 1                | -                      | -                      | 2                | 0                | 37               | 1                |
| ブルガリア       | ブルガリア                 | ブルガリア       | ブルガリア       | リーグ戦         | リーグ戦         | リーグ杯               | リーグ杯               | オープン杯       | オープン杯       | 期間通算         | 期間通算         |
| 2016-17          | スタラ・ザゴラ             | 4                | A PFG            | 28               | 1                | -                      | -                      | 1                | 0                | 29               | 1                |
| 2017-18          | スタラ・ザゴラ             | 4                | A PFG            | 11               | 0                | -                      | -                      | 0                | 0                | 11               | 0                |
| 日本             | 日本                       | 日本             | 日本             | リーグ戦         | リーグ戦         | リーグ杯               | リーグ杯               | 天皇杯           | 天皇杯           | 期間通算         | 期間通算         |
| 2018             | 鳥栖                       | 21               | J1               | 1                | 0                | 4                      | 0                      | 0                | 0                | 5                | 0                |
| ポーランド       | ポーランド                 | ポーランド       | ポーランド       | リーグ戦         | リーグ戦         | リーグ杯               | リーグ杯               | オープン杯       | オープン杯       | 期間通算         | 期間通算         |
| 2018-19          | ヴィジェフ・ウッチ         | 5                | IIリガ           | 11               | 0                | -                      | -                      | 0                | 0                | 11               | 0                |
| ジブラルタル     | ジブラルタル               | ジブラルタル     | ジブラルタル     | リーグ戦         | リーグ戦         | リーグ杯               | リーグ杯               | オープン杯       | オープン杯       | 期間通算         | 期間通算         |
| 2019-20          | セント・ジョセフス         | 14               | プレミア         | 6                | 0                | 0                      | 0                      | 0                | 0                | 6                | 0                |
| モンテネグロ     | モンテネグロ               | モンテネグロ     | モンテネグロ     | リーグ戦         | リーグ戦         | リーグ杯               | リーグ杯               | ツルノゴルスキ杯 | ツルノゴルスキ杯 | 期間通算         | 期間通算         |
| 2019-20          | イスクラ・ダニロヴグラード |                  | プルヴァ         | 10               | 1                | 0                      | 0                      | 0                | 0                | 10               | 1                |
| 2020-21          | イスクラ・ダニロヴグラード |                  | プルヴァ         | 15               | 0                | 0                      | 0                      | 0                | 0                | 15               | 0                |
| 2020-21          | ポドゴリツァ               |                  | プルヴァ         | 14               | 1                | 0                      | 0                      | 0                | 0                | 14               | 1                |
| ポルトガル       | ポルトガル                 | ポルトガル       | ポルトガル       | リーグ戦         | リーグ戦         | リーグ杯               | リーグ杯               | ポルトガル杯     | ポルトガル杯     | 期間通算         | 期間通算         |
| 2021-22          | アナディア                 |                  | リーガ3          | 0                | 0                | 0                      | 0                      | 0                | 0                | 0                | 0                |
| タイ             | タイ                       | タイ             | タイ             | リーグ戦         | リーグ戦         | リーグ杯               | リーグ杯               | FA杯             | FA杯             | 期間通算         | 期間通算         |
| 2021-22          | チェンライU                | 4                | T1               | 15               | 1                | 4                      | 0                      | 1                | 0                | 20               | 2                |
| 日本             | 日本                       | 日本             | 日本             | リーグ戦         | リーグ戦         | リーグ杯               | リーグ杯               | 天皇杯           | 天皇杯           | 期間通算         | 期間通算         |
| 2022             | 琉球                       | 37               | J2               | 8                | 0                | -                      | -                      | 0                | 0                | 8                | 0                |
| モンテネグロ     | モンテネグロ               | モンテネグロ     | モンテネグロ     | リーグ戦         | リーグ戦         | リーグ杯               | リーグ杯               | ツルノゴルスキ杯 | ツルノゴルスキ杯 | 期間通算         | 期間通算         |
| 2023-24          | FKイエゼロ                 | 14               | プルヴァ         |                  |                  |                        |                        |                  |                  |                  |                  |
| 通算             | 日本                       | 日本             | J1               | 1                | 0                | 4                      | 0                      | 0                | 0                | 5                | 0                |
| 通算             | 日本                       | 日本             | J2               | 37               | 0                | -                      | -                      | 3                | 0                | 40               | 0                |
| 通算             | モンテネグロ               | モンテネグロ     | プルヴァ         | 100              | 10               | -\|\|\|\|\|\|100\|\|10 | -\|\|\|\|\|\|100\|\|10 |                  |                  |                  |                  |
| 通算             | ポーランド                 | ポーランド       | エクストラクラサ | 35               | 1                | -                      | -                      | 2                | 0                | 37               | 1                |
| 通算             | ポーランド                 | ポーランド       | IIリガ           | 11               | 0                | -                      | -                      | 0                | 0                | 11               | 0                |
| 通算             | ブルガリア                 | ブルガリア       | A PFG            | 39               | 1                | -                      | -                      | 1                | 0                | 40               | 1                |
| 通算             | ジブラルタル               | ジブラルタル     | プレミア         | 6                | 0                | 0                      | 0                      | 0                | 0                | 6                | 0                |
| 通算             | ポルトガル                 | ポルトガル       | リーガ3          | 0                | 0                | 0                      | 0                      | 0                | 0                | 0                | 0                |
| 通算             | タイ                       | タイ             | リーグ1          | 15               | 1                | 4                      | 0                      | 1                | 0                | 20               | 1                |
| 総通算           | 総通算                     | 総通算           | 総通算           | 244              | 13               | 4                      | 0                      | 3                | 0                | 259              | 13               |

- Jリーグ初出場 - 2012年4月22日 J2第9節 vsヴァンフォーレ甲府（中銀スタ）

| 国際大会個人成績 | 国際大会個人成績 | 国際大会個人成績 | 国際大会個人成績 | 国際大会個人成績 |
| 年度             | クラブ           | 背番号           | 出場             | 得点             |
| AFC              | AFC              | AFC              | ACL              | ACL              |
| ---------------- | ---------------- | ---------------- | ---------------- | ---------------- |
| 2022             | チェンライU      | 4                | 4                | 0                |
| 通算             | AFC              | AFC              | 4                | 0                |

## 代表歴
- 日本代表
  - 2017年 - キリンチャレンジカップ
  - 2017年 - 2018 FIFAワールドカップ・アジア最終予選

## タイトル

### クラブ
FKルダル・プリェヴリャ
- プルヴァ・ツルノゴルスカ・フドバルスカ・リーガ：2014 - 2015

### 個人
プルヴァ・ツルノゴルスカ・フドバルスカ・リーガ
- ベストイレブン：2014 - 2015